# Cedar City
Cedar City est une ville de l'Utah dans le comté d'Iron. Située à 400 km au sud de Salt Lake City, elle se trouve à 270 km au nord de Las Vegas sur l'Interstate 15. L'université du sud de l'Utah (en) est située à Cedar City. Au recensement de 2020, la ville comptait 35 235 habitants, contre 28 857 lors du recensement de 2010.

## Histoire
Cedar City est fondée en novembre 1851 par des pionniers mormons originaires de la ville de Parowan, dans l'Utah, envoyés pour construire une usine sidérurgique. De petites maisons en rondins de peuplier sont construites en forme de fort à la base ouest de la colline, sur un site se situant à égale distance des vastes gisements de fer et des ressources de charbon. Le site reçoit le nom de « Fort Cedar » ou « Cedar City » en raison de l'abondance d'arbres appelés cèdres, bien qu'en réalité ce soient des genévriers.
En 1855, un nouveau site, plus proche des usines sidérurgiques et hors de la plaine inondable de Coal Creek, est établi à l'initiative du président de l'Église de Jésus-Christ des saints des derniers jours Brigham Young.
Bien que les usines sidérurgiques ferment en 1858 et que l'économie locale se tourne vers l'agriculture, l'exploitation minière se poursuit dans la région jusque dans les années 1980.  
L'achèvement d'une liaison ferroviaire en 1923 fait de la région une porte d'entrée touristique vers le parc national de Bryce Canyon, le parc national de Zion, le parc national du Grand Canyon et le Cedar Breaks National Monument. 
La ville connait une croissance rapide depuis la fin des années 1980, comme une grande partie du sud-ouest de l’Utah. 

## Géographie et climat
Cedar City est située dans le sud-est du Grand Bassin des États-Unis et à approximativement 32 km de la bordure nord-est du désert des Mojaves.  
Selon le Bureau du recensement des États-Unis, la ville a une superficie totale de 52 km2. 
Son altitude de 1 782 m lui confère un climat un peu plus frais que celui de la région voisine de St. George. La ville est située à l'extrémité ouest du plateau de Markagunt, dans une haute vallée désertique, la Cedar Valley. Selon la classification de Köppen, le climat y est semi-aride (BSk), bien que les chutes de neige puissent être assez abondantes – ayant atteint une hauteur maximum historique de 0,94 m en janvier 1949. 

## Démographie
Selon le Bureau du recensement des États-Unis, la population de Cedar City s'élevait à 35 235 habitants lors du recensement de 2020, contre 28 857 habitants lors du recensement de 2010.
Estimée à 38 692 habitants en janvier 2022, la population de Cedar City était composée à 78,9 % de blancs, 13,6 % d'Hispaniques et Latino-Américains, 7,1 % de métis, 1,9 % d'Amérindiens, 1,5 % d'Asio-Américains et 1,2 % d'Afro-Américains. 
En 2022, le revenue médian par ménage de Cedar City était de 60 778 $, contre 89 168 $ au niveau de l'État de l'Utah et 75 149 $ au niveau national. 17,7 % des habitants de la ville se trouvaient en dessous du seuil de pauvreté, contre 8,2 % au niveau de l'État et 11,5 % au niveau national.

## Économie
L'économie de la ville repose sur le tourisme, la construction, l'agriculture, un petit hub manufacturier et sur l'université du sud de l'Utah (en). 

## Enseignement supérieur
L'université du sud de l'Utah (en) est fondée en 1897 en tant que branche de l'université de l'Utah, à destination des communautés de pionniers mormons de la région. En 1968, la législature d'État de l'Utah la transforme en université d'arts libéraux, dispensant alors des cours de premier cycle, avant de lui conférer le statut d'université en 1991.

## Transports
Cedar City possède un aéroport municipal (Cedar City Municipal Airport, code AITA : CDC).

## Culture
Le film Sur la piste des Mohawks de John Ford a été tourné dans les Wabash Mountains et à Cedar City dans l'Utah du 28 juin à fin août 1939.

## Personnalités
- Joseph C. Sharp